# Kastanerí
Kastanerí är en ort i Grekland.   Den ligger i prefekturen Nomós Kilkís och regionen Mellersta Makedonien, i den norra delen av landet, 400 km norr om huvudstaden Aten. Kastanerí ligger 780 meter över havet och antalet invånare är 617.
Terrängen runt Kastanerí är kuperad österut, men västerut är den bergig. Terrängen runt Kastanerí sluttar brant österut. Runt Kastanerí är det ganska glesbefolkat, med 30 invånare per kvadratkilometer. Närmaste större samhälle är Gouménissa, 6,3 km sydost om Kastanerí. 